# GSC2639-1916
GSC2639-1916 — хімічно пекулярна зоря спектрального класу A9, що має видиму зоряну величину в смузі V приблизно  9,2.
Вона  розташована на відстані близько 2077,4 світлових років від Сонця.